# Denken (verhaal)
Denken is een kort sciencefictionverhaal geschreven door Isaac Asimov in 1977. Het is het vijfde verhaal in De totale robot.

## Het verhaal
Genevieve Renshaw, doctor in de geneeskunde, roept haar collega's James Berkowitz en Adom Orsino bij zich om haar nieuwste ontdekking te laten zien. Ze is erin geslaagd om de techniek van encefalogrammen te perfectioneren. Met behulp van een laser is het mogelijk om elke hersencel apart te scannen en zo alle informatie eruit te halen. 
Eerst test ze het op een zijdeaapje en later op Adom Orsino. Ze ontdekken dat deze techniek telepathie veroorzaakt. Op het einde merken ze dat ze op die manier niet enkel van mens tot mens, maar ook van mens tot computer kunnen communiceren.
Zijn beste vriend · Sally · Op een dag · Gezichtspunt · Denken · Ware liefde · Robot AL-76 verdwaald · Overwinning onopzettelijk · Vreemdeling in het paradijs · Lichtvers · De racist · Robbie · Als we bij elkaar komen · Spiegelbeeld · Jubileumincident · Eerste wet · dronken robot · Logica · Vingers · Leugenaar · Succes verzekerd · Lenny · Galeislaaf · Robot vermist · Risico · Grappenmaker! · Bewijs · De machines · Vrouwelijke intuïtie · Weest Hem indachtig · Tweehonderd jaar mens